# Kycklingvattnet, Jämtland
Kycklingvattnet är en sjö i Strömsunds kommun i Jämtland och ingår i Ångermanälvens huvudavrinningsområde. Sjön är 46 meter djup, har en yta på 8,7 kvadratkilometer och är belägen 342 meter över havet.